# 通崇海泰总商会大楼
通崇海泰总商会大楼，位于江苏省南通市崇川区，是中华人民共和国全国重点文物保护单位之一。
2006年6月5日，公布为江苏省文物保护单位，2013年5月公布为全国重点文物保护单位，是一座近现代重要史迹及代表性建筑。